# Stazione di Scisciano
La stazione di Scisciano è una stazione della ferrovia Circumvesuviana, sita nell'omonimo comune.
Si trova sulla ferrovia Napoli-Nola-Baiano.

## Storia
La stazione, inaugurata nel 1998, è l'ultima fermata della lunga variante in viadotto (tratta La Pigna-Scisciano) costruita negli anni novanta, progetto voluto dalla Regione Campania che ha consentito l'eliminazione di numerosi passaggi a livello del vecchio tracciato ferroviario.

## Servizi
La stazione dispone di:
- Biglietteria
- Ascensori
- Parcheggio gratuito
- Telefoni pubblici
- Servizi igienici